# Andreas Heusler (Jurist, 1802)

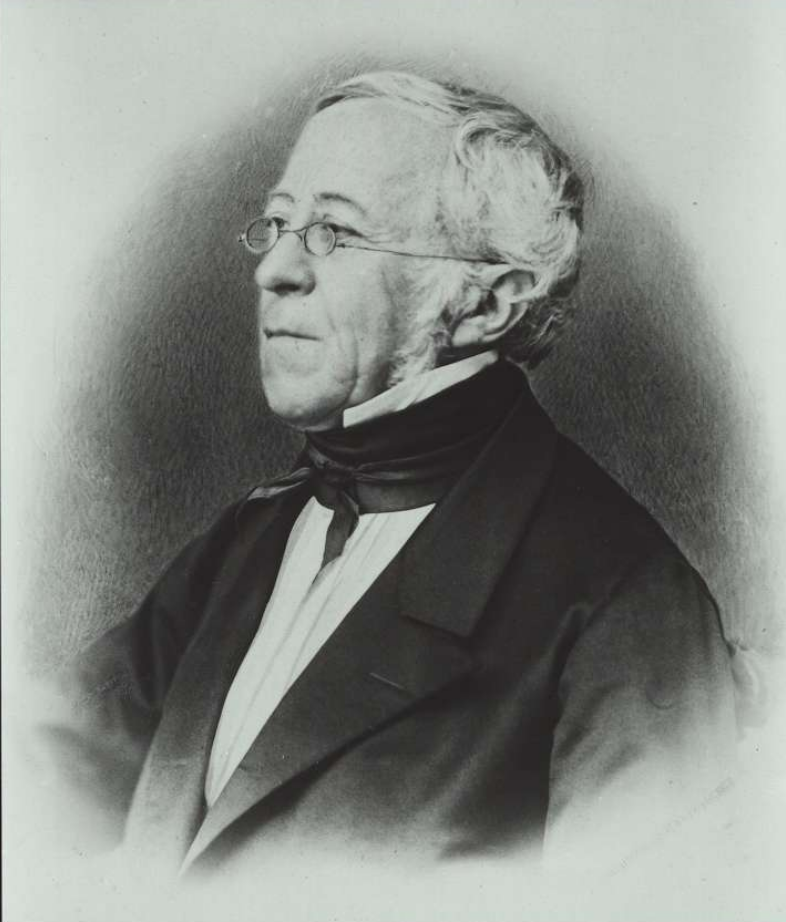
Andreas Heusler-Ryhiner

Andreas Heusler (* 8. März 1802 in Basel; † 11. April 1868 ebenda) war ein Schweizer Jurist, Rechtshistoriker, Politiker und Journalist.

## Leben
Heusler absolvierte von 1821 bis 1826 ein Rechtsstudium in Tübingen und Jena, das er 1826 mit der Promotion abschloss. Während seines Studiums wurde er 1820 Mitglied der Jenaischen Burschenschaft und 1821 der Burschenschaft Germania Tübingen. 1828 wurde er an der Universität Basel habilitiert. Von 1830 bis 1868 gehörte er dem Basler bzw. (nach der Kantonstrennung im Jahr 1833) dem baselstädtischen Grossen Rat an. Von 1831 bis 1847 war er überdies Kleinrat und nahm in verschiedenen staatlichen Gremien Einsitz. Von 1831 bis 1859 war er zudem Mitarbeiter und Hauptredaktor der Basler Zeitung. Er verfasste viele politische Leitartikel, was ihn zum Wortführer der Konservativen in Basel machte. Mit einem Artikel gegen die aufstrebenden Radikalen, in dem er die eidgenössischen Schützenfahnen abschätzig als «Fetzen» bezeichnete, provozierte er einen Skandal und wurde darauf nicht mehr in den Kleinen Rat gewählt. Ab 1850 wirkte er als Rechtsprofessor und bekleidete 1867 die Würde des Universitätsrektors. Heusler verfasste mehrere verfassungsrechtliche und historische Werke, darunter eine Verfassungsgeschichte der Stadt Basel im Mittelalter und eine Darstellung des Bauernkriegs von 1653.
Heusler heiratete 1830 Dorothea Ryhiner. Der Jurist und Historiker Andreas Heusler-Sarasin (1834–1921) war sein Sohn.

## Ehrungen
1876 wurde bei Ferdinand Schlöth für die Aula des Museums an der Augustinergasse eine Denkmalbüste von Andreas Heusler in Auftrag gegeben, die seit 2008 in der Skulpturhalle Basel steht.

## Schriften
- De ratione in puniendis delictis culpa commissis apud Romanos servata. Typis Richterianis, Tübingen 1826 (Dissertation).
- Die Trennung des Kantons Basel. 2 Bände. Orell Füssli, Zürich 1839/1842 (online: Band 1, Band 2).
- Der Bauernkrieg von 1653 in der Landschaft Basel. Neukirch, Basel 1854 (online).
- Verfassungsgeschichte der Stadt Basel im Mittelalter. Bahnmaier, Basel 1860 (online).